# Skælingur
Skælingur är ett berg på ön Streymoy på Färöarna. Berget har en högsta topp på 767 meter.